# La gang degli orsi
La gang degli orsi (The Bad News Bears) è una serie televisiva statunitense in 26 episodi trasmessi per la prima volta nel corso di 2 stagioni dal 1979 al 1980. È basata sul film Che botte se incontri gli "Orsi" (The Bad News Bears) del 1976.
È una sitcom a sfondo sportivo incentrata sulle vicende della squadra di baseball degli Junior High Bears allenata da Morris Buttermaker, ex addetto delle pulizie di una piscina. Tra gli attori bambini del cast principale, alcuni, come Corey Feldman e Kristoff St. John, sono destinati ad una lunga carriera al cinema e alla televisione.

## Personaggi e interpreti
- Morris Buttermaker (26 episodi, 1979-1980), interpretato da Jack Warden.
- Engelberg (26 episodi, 1979-1980), interpretato da J. Brennan Smith.
- Amanda (26 episodi, 1979-1980), interpretata da Tricia Cast.
- Rudi (26 episodi, 1979-1980), interpretato da Billy Jayne.
- Ogilvie (26 episodi, 1979-1980), interpretato da Sparky Marcus.
- Regi (26 episodi, 1979-1980), interpretato da Corey Feldman.
- Tanner (26 episodi, 1979-1980), interpretato da Meeno Peluce.
- Ahmad (26 episodi, 1979-1980), interpretato da Kristoff St. John.
- Lupus (26 episodi, 1979-1980), interpretato da Shane Butterworth.
- Emily Rappant (26 episodi, 1979-1980), interpretata da Catherine Hicks.
- Roy Turner (18 episodi, 1979-1980), interpretato da Phillip R. Allen.
- Josh (12 episodi, 1979-1980), interpretato da Rad Daly.
- Frosty (12 episodi, 1979-1980), interpretato da Bill Lazarus.
- Kelly (7 episodi, 1979), interpretato da Gregg Forrest.
- Miguel (3 episodi, 1979), interpretato da Charles Nunez.

## Produzione
La serie fu prodotta da Huk & Frog Productions e Paramount Television e girata negli studios della Paramount a Hollywood in California. Le musiche furono composte da David Michael Frank.

### Registi
Tra i registi sono accreditati:
- William Asher in 7 episodi (1979)
- Jeffrey Ganz in 3 episodi (1979-1980)
- Norman Abbott in 2 episodi (1979)
- Jeffrey Hayden

### Sceneggiatori
Tra gli sceneggiatori sono accreditati:
- Bill Lancaster in 13 episodi (1979)
- Bob Brunner in 12 episodi (1979)
- Arthur Silver in 12 episodi (1979)
- Sam Greenbaum in 9 episodi (1979)
- Tom Moore in 9 episodi (1979)
- Jeremy Stevens in 9 episodi (1979)
- Al Aidekman in 3 episodi (1979-1980)
- Richard Rosenstock in 3 episodi (1979-1980)
- Paul Diamond in 2 episodi (1979-1980)
- Jeff Franklin in 2 episodi (1979)
- Stephen Fischer in 1979-1980)

## Distribuzione
La serie fu trasmessa negli Stati Uniti dal 24 marzo 1979 al 26 luglio 1980 sulla rete televisiva CBS. In Italia è stata trasmessa su Italia 1 con il titolo La gang degli orsi. È stata distribuita anche in Germania Ovest dal 10 maggio 1980 con il titolo Die Bären sind los.

## Episodi
| Stagione       | Episodi | Prima TV USA |
| -------------- | ------- | ------------ |
| Prima stagione | 26      | 1979-1980    |